# 가미이시즈정
가미시즈정(일본어: 上石津町)은 일본 기후현 요로군에 설치되었던 정이다. 2006년 3월 27일에 안파치군 스노마타정과 함께 편입해 폐지되었다.

## 지리
기후현 남서단에 위치하며 마을 동서를 양로 산지, 스즈카 산맥의 산들로 둘러싸여 있다.분지로 되어 있는 마을 중심부를 국도 365호가 지나 교통의 요충지인 관개원 방면으로 빠져나간다.
편입처인 오가키시와는 인접하고 있지 않기 때문에 동시의 기지가 되었다.덧붙여 스미마타쵸도 마찬가지로 기지가 되었다.

## 역사
- 1955년 1월 15일 - 요로군 마키다촌, 이치노세촌, 다라촌, 도키촌이 합병해 가미이시즈촌이 성립하였다.
- 1969년 4월 1일 - 정으로 승격해 가미이시즈정이 되었다.
- 2006년 3월 27일 - 안파치군 스노마타정과 함께 오가키시에 편입되었다.

## 행정
- 정장 :오가와 카즈요시 (小川一善) (1991년 3월 3일 - 2006년 3월 27일)

## 교통

### 도로
- 메이신 고속도로
- 국도 365호선

## 참고 문헌
- 角川日本地名大辞典編纂委員会,『角川日本地名大辞典 21 岐阜県』1980, 角川書店